# 塔林理工大学

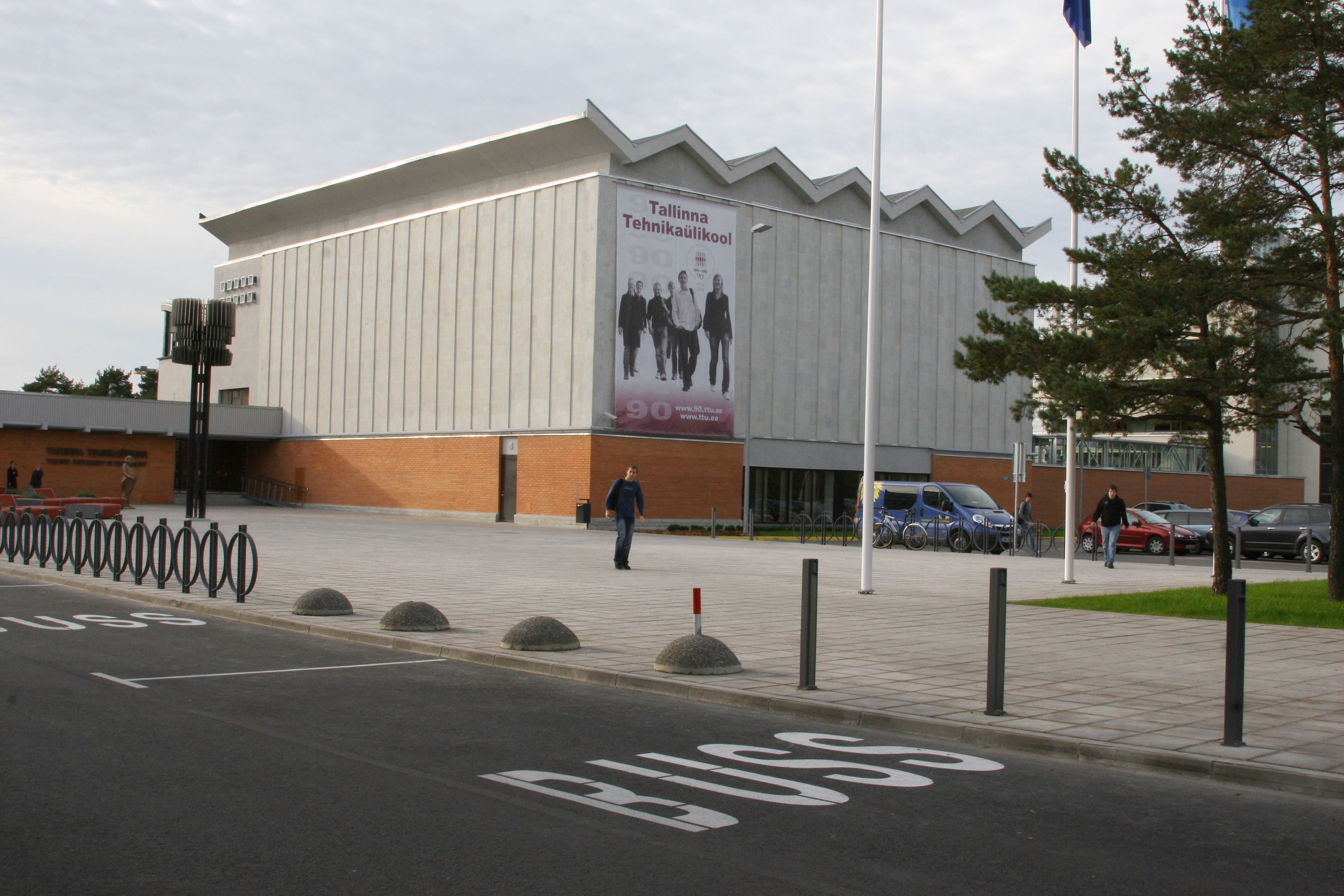

塔林科技大學（爱沙尼亚语：Tallinna Tehnikaülikool；英语：Tallinn University of Technology）位于爱沙尼亚的首都塔林。

## 历史
始建于1918年，是该国最大的公立科技大學，拥有爱沙尼亚最大的工商管理学院。
2020年QS世界排名651-700.

## 外部連結
- Tallinn University of Technology （页面存档备份，存于）
- 6分钟TUT电影 （页面存档备份，存于）
- 「Technology Governance」项目网站 （页面存档备份，存于）
- https://www.topuniversities.com/universities/tallinn-university-technology-taltech （页面存档备份，存于）